# سیارک ۴۸۹۹
سیارک ۴۸۹۹ (به انگلیسی: 4899 Candace، نامگذاری:1988JU) چهار هزار و هشتصد و نود و نهمین سیارک کشف شده‌است که در ۹ مه ۱۹۸۸ کشف شد.
قدر مطلق سیارک برابر ۱۳٫۶۰ است.